# Ryszard Kubiak
Ryszard Kubiak   (Bydgoszcz, 22 de març de 1950 - 6 de febrer de 2022) fou un remer polonès que feia de timoner i que va competir durant les dècades de 1970 i 1980.
Durant la seva carrera esportiva va prendre part en tres edicions dels Jocs Olímpics d'Estiu. El 1972, a Múnic, fou sisè en la prova del vuit amb timoner del programa de rem. Quatre anys més tard, a Mont-real, fou sisè en la prova del dos amb timoner. El 1980, a Moscou, disputà dues proves del programa de rem. Guanyà la medalla de bronze en la prova del quatre amb timoner, formant equip amb Grzegorz Stellak, Adam Tomasiak, Grzegorz Nowak i Ryszard Stadniuk, mentre en el vuit amb timoner fou novè.
En el seu palmarès també destaca una medalla de plata al Campionat del Món de rem de 1975 i una de bronze al de 1978. A nivell nacional guanyà 14 campionats polonesos entre 1968 i 1984.